# Hand Maid May
Hand Maid May (яп. HAND MAID メイ HAND MAID Мэй) — аниме режиссёра Синъитиро Кимуры, вышедшее в 2000 году. В 2003 году также вышла первая из трёх частей OVA Hand Maid Mai, являющегося продолжением оригинального сериала. В тот же год компания Wonder Farm заявила, что вторая и третья части данного OVA завершены, однако Wonder Farm вынуждена отложить их выход до разрешения проблем, связанных с банкротством компании Five Ways, выступающей дистрибьютором данной OVA. Ввиду этого, на данный момент вышла лишь одна часть из трёх.

## Сюжет

### Hand Maid May
Главный герой, Кадзуя Саотомэ, работает над проектом «Дораэмон» по созданию робота, обладающего искусственным интеллектом. Однажды знакомый Саотомэ, Намбара, дарит ему диск, содержащий в себе вирус. Под его действием Саотомэ случайно попадает на сайт созданной в будущем компании «Cyberdyne Co» и оформляет заказ на приобретение «киберкуклы» (яп. サイバドール Сайба До:ру). После этого он получает свой заказ — девушку-робота Мэй, размером в одну шестую от человеческого. Так как Саотомэ не оплатил свой заказ, вскоре появляются и другие киберкуклы, планирующие забрать Мэй.

### Hand Maid Mai
История практически не затрагивает оригинальных персонажей и повествует о начинающем режиссёре, Одзу Хидзо. В прошлом, в течение девяти лет, он пытался создать фильм со своей возлюбленной, Май Куросавой, в главной роли. Теперь, спустя четыре года после разрыва, она просит отдать ей эти записи. При этом она не желает возобновления отношений. Как потом выясняется, на самом деле компания «Аврора Продакшн» собирается использовать заготовку фильма Одзу, чтобы снять собственный фильм о жизни Май. В это же время из будущего для Одзу прибывают киберкуклы Май, Ай и Миэ, выглядящие как МайКуросава  в возрасте семнадцати, тринадцати и девяти лет соответственно. Они намереваются восстановить фильм и не дать Куросаве украсть плоды труда Одзу.

## Персонажи
Кадзуя Саотомэ (яп. 早乙女 和也 Саотомэ Кадзуя) — главный герой. Возраст — 19 лет, дата рождения — 18 октября 1981 года. На момент начала сериала Кадзуя — студент, работающий над созданием робота, обладающего искусственным интеллектом. В будущем его проект приведёт к созданию киберкукл.
Сэйю: Такаюки Ямагути
Киберкукла Мэй (яп. サイバドール・メイ Саиба до:ру Мэй) — главная героиня, киберкукла, заказанная Кадзуей. Изначально Cyberdyne Co прислала версию ростом 30 сантиметров (одна шестая от нормального). Однако, так как Кадзуя не смог оплатить своё приобретение, компания забрала эту версию обратно. Позднее Cyberdyne Co перенесла сознание Мэй в полноразмерную версию, выглядящую как 17-летняя девушка, и, дабы помочь Кадзуе в его исследованиях, продала ему Мэй за символический стакан молока. Мэй всегда весела, энергична и старается быть полезной Кадзуе, в которого быстро влюбилась. Будучи роботом, она способна подключаться к компьютеру посредством USB-кабеля, расположенного у неё между ног. Также она может использовать свои руки как пульт от телевизора и для связи с другими киберкуклами. И, несмотря на то, что она описывается как стандартная модель, версия, доставшаяся Кадзуе, работает под уникальной, самообучающейся операционной системой. Благодаря этому она устойчива к вирусу, разработанному Котаро. В гран-при журнала Animage-2001 Мэй разделила 14 место с Фионой из аниме-сериала Zoids и Томо Дайдодзи из аниме-сериала «Сакура, собирательница карт» в номинации на лучшего женского персонажа (все три героини набрали по 63 голоса).
Сэйю: Мария Ямамото
Касуми Тани (яп. 谷　かすみ Тани Касуми) — дочь владелицы дома, в котором живёт Кадзуя и его старая подруга. Между окнами их квартир с давних пор перекинута лестница, по которой Касуми регулярно ходит будить Кадзую. Как и Мэй, она влюблена в него.
Сэйю: Микако Такахаси
Котаро Намбара (яп. 南原 耕太郎 Намбара Ко:таро:) — одноклассник, друг и враг Кадзуи. Богач, в будущем его компания превратится в Cyberdyne Co. Несмотря на его богатства, программы и модели, созданные Кадзуей, всегда пользовались большей популярностью, чем их профессиональные аналоги, купленные Котаро за деньги. Ввиду этого Котаро завидует Кадзуе и пытается сделать ему какую-нибудь пакость. Он и создал вирус, который привел к заказу Мэй. Впоследствии тот же вирус поразил всех киберкукл за исключением Мэй и привел к порче их памяти. Несмотря на то, что Котаро пренебрежительно относился к Мэй в то время, когда она была маленького роста, Котаро моментально влюбился в её полноразмерную версию.
Сэйю: Юдзи Уэда
Кибер Икс (яп. サイバーＸ Сайба: эккусу) — сотрудник Cyberdyne Co, всюду ходящий в экзоскелете. Является потомком Кадзуи. Настоящее имя — Такуя Саотомэ (яп. 早乙女 卓也 Саотомэ Такуя).
Сэйю: Синъитиро Мики
Тотаро Намбара (яп. 南原 騰太郎 Намбара То:таро:) — потомок Котаро и президент Cyberdyne Co. Столь же самовлюблен, как и его предок.
Сэйю: Нобутоси Канна
Икария (яп. イカリヤ) — робот-кальмар, над которым работает Кадзуя. Как и киберкуклы, обладает собственным интеллектом.
Сэйю: Мива Ясуда

## Медиа

### OVA
В 2003 году также вышла первая из трёх частей OVA Hand Maid Mai, являющегося продолжением оригинального сериала. В тот же год компания Wonder Farm заявила, что вторая и третья части данного OVA завершены, однако Wonder Farm вынуждена отложить их выход до разрешения проблем, связанных с банкротством компании Five Ways, выступающей дистрибьютором данной OVA. Ввиду этого, на данный момент вышла лишь одна часть из трёх.

## Музыка
Открывающая тема: P-chicks — «Jump ~ MAYppai Dakishimete» (яп. JUMP〜メイっぱい抱きしめて Дзямпу ~ мэйппай дакисимэтэ, «Прыг ~ Обними меня сильмэй»).
Закрывающая тема: Микако Такахаси — «Honto no Kimochi» (яп. ほんとの気持ち Хонто но кимоти, «Истинные чувства»).

## Критика
В 2001 году сериал Hand Maid May занял 18 место в гран-при журнала Animage.